# George H. Clark
George Howard Clark (* 15. Februar 1881 in Alberton, Prince Edward Island; † 1956) war ein US-amerikanischer Sammler.
George H. Clark emigrierte mit 14 Jahren in die USA, wo er 1902 begann, Material über die Geschichte der Telegrafie und des Radios zu sammeln. Die George H. Clark Radioana Collection ist heute Teil des Smithsonian (National Museum of American History) in Washington, D.C.